# 鈴村健一のラジベース
『鈴村健一のラジベース』（すずむらけんいちのラジベース）は、声優の鈴村健一がパーソナリティを務めるラジオ番組。2022年3月29日から2025年3月25日まで超!A&G+で配信され、2025年4月6日から文化放送（地上波）にて放送されている。
本項目では、2023年1月13日から2025年3月28日まで超!A&G+とABEMAアニメ LIVEチャンネルで配信されていた『鈴村健一のラジベースRX』『鈴村健一のラジベースDUO』についても記述する。

## 概要
この番組では、番組タイトル通り、パーソナリティを務める声優の鈴村健一がラジオの基本（ベース）に立ち返り「RADIO of RADIO」を目指していくもので、お悩み相談や大喜利といったコーナー等でリスナーとの交流やコミュニケーションをメインとして、ゲストも招きつつ、夜の時間を共有していく王道ラジオトークバラエティである。
番組オープニング曲は、鈴村健一「turn on a radio」。
鈴村が文化放送の生放送番組でパーソナリティを務めるのは、2018年3月まで文化放送（地上波）で放送された『ユニゾン!』以来、4年ぶりである。
配信開始当初は超!A&G+での音声配信に加え、HAKUNAでの映像付き同時生配信も行われており、本配信終了後にはHAKUNAでの限定配信も行われていた。なお、HAKUNAでの同時生配信は2022年6月28日をもって終了した。7月5日から映像付き同時生配信をYouTubeの公式チャンネル「文化放送A&G」に移行の上、超!A&G+も簡易動画付きの配信に変更された。
2025年3月をもって超!A&G+のサービス終了に伴い、生配信としては2025年3月25日までとなった。また、同日の本配信終了後にはYouTubeチャンネルにておまけ配信も行われた。2025年4月7日以降は文化放送（地上波）での放送（音声のみ）に移行し、30分の収録番組となった。なお、ABEMAでは先行配信かつ映像付きでの配信となる。地上波限定のコーナーとして『天の声２分トーク』、ABEMA限定のコーナーとして『鈴村健一のラジベースGT』がある。

## 放送・配信時間
文化放送（地上波）
2025年4月6日 -
日曜日 2:00 - 2:30（土曜日深夜）
ABEMAアニメ LIVEチャンネル
2025年4月5日 -
土曜日 1:00 - 1:30（金曜日深夜）
文化放送より1日先行で配信。
超!A&G+（終了）
本配信
2022年3月29日 - 2025年3月25日
火曜日 21:00 - 22:00
リピート配信
2022年3月30日 - 2023年3月29日
水曜日 9:00 - 10:00
同時生配信（終了）
HAKUNA（配信開始から2022年6月28日まで）
- 前述した通り、同時生配信終了後には限定配信も行われた。

YouTube（2022年7月5日から2025年3月25日まで）
- 前述の録音配信の場合はプレミア公開として配信された。配信終了後のアーカイブは公開されなかった。

## コーナー
キャスター健一のジャーナルベース！
世の中に溢れる様々な情勢について、鈴村がリスナーの意見を元に独自の目線で掘り下げる。
スズムラエージェンシー
鈴村が広告代理店「スズムラエージェンシー」の代表となり、リスナーが宣伝したいことについて音声CMを作成し盛り上げる。コーナー内で作成した音声CMは後の放送で実際にCMとして流れていた。
鈴ママのロンリーナイト人生相談
リスナーからのお悩みに「鈴ママ」が真剣に答えていく。基本的には相談者のリスナーと生電話を繋いで相談を受ける。
2015年から2018年まで鈴村が出演していた『ユニゾン!』でも行っていたコーナー。
令和版！僕の私の夢クイズ！
リスナーが見た夢の内容をクイズにしてもらい、鈴村が回答する。
前述の『ユニゾン!』でも行っていたコーナー。
ラジオ初めて物語
リスナーの様々な「初めて」の体験を送ってもらうコーナー。（例：初めて見た芸能人、初めて夢中になったTVバラエティー番組など）
3分対談
メールテーマを集めたボックスを使い、番組ゲストと3分間対談をするコーナー。
僕の私の来週一行ハイライト
放送日の翌週、リスナーに起こりそうな出来事を予想し、1行の報告として送ってもらう。
前述の『ユニゾン!』で行っていた「今週のユニゾン!一行ハイライト」をアレンジしたコーナー。
ボツメール墓場
過去に番組内で採用されなかったボツメールを集めたボックスを使い、その中からボツメールを引いて読む。
ラジベース！オリジナル怪人合成会議！
リスナーから「生き物」、「物体」を別々に募集し、オリジナルの合成怪人を作る。
前述の『ユニゾン!』でも行っていたコーナー。
スーパーマウント大戦
リスナー自身やリスナーの身の回りに関する自慢を戦わせる。
判定は鈴村の独断で決められる。
令和版！あの頃作文コンテスト！
リスナーが昔書いた作文や手紙、もしくは黒歴史とも捉えられるSNSの文章やブログを送り、鈴村が読む。
前述の『ユニゾン!』でも行っていたコーナー。
ラジベース新企画案
今後ラジベースで行いたい企画をリスナーが提案する。
ラジベース美食倶楽部
鈴村が大好きだという「美味しんぼ」について、リスナーからのメールを紹介しながら語るコーナー。
この企画が行われる回に限り、本コーナーOP曲と番組ED曲はアニメ版「美味しんぼ」にちなんだ曲となる。
ラジベース救世主伝説
鈴村が大好きだという「北斗の拳」について、リスナーからのメールを紹介しながら語るコーナー。
この企画が行われる回に限り、本コーナーのOP曲はアニメ版「北斗の拳」のオープニング曲「愛をとりもどせ!!」になり、番組ED曲は同アニメのエンディング曲「ユリア…永遠に」となる。
度々語りすぎてしまうため、スタッフがタイムオーバーと判断した場合はリンの声を模したボイスが合図として流れる。
グラップラーラジベース
鈴村が大好きだという「グラップラー刃牙」について、リスナーからのメールを紹介しながら語るコーナー。
この企画が行われる回に限り、本コーナーOP曲と番組ED曲はアニメ版「グラップラー刃牙」にちなんだ曲となる。
鈴村健一のラジベース！本日の感想（終了）
本編終了後、YouTube配信限定（2022年6月8日まではHAKUNA限定）で行われていたコーナー。リスナーに実際に電話をかけ、放送日当日の番組の感想を聞くというもの。

## ゲスト
- #8（2022年5月17日） - 寺島拓篤
- #11（2022年6月7日） - 安元洋貴
- #12（2022年6月14日） - 前野智昭
- #17（2022年7月19日） - 津田健次郎
- #24（2022年9月6日） - 島﨑信長
- #25（2022年9月13日） - 鳥越裕貴
- #26（2022年9月20日） - 鈴村正樹
- #36（2022年11月29日） - 西山宏太朗
- #37（2022年12月6日） - 羽多野渉
- #49（2023年2月28日） - 森久保祥太郎
- #56（2023年4月17日） - 入野自由
- #64（2023年6月13日） - 保住有哉
- #74（2023年8月22日） - 陳内将
- #76（2023年9月5日） - 畠中祐
- #77（2023年9月12日） - 武内駿輔
- #82（2023年10月17日） - 木村良平
- #87（2023年11月21日）- 三間雅文
- #95（2024年1月16日） - LUV K RAFT
- #96（2024年1月23日）- 鈴村正樹
- 西武園ゆうえんちコラボイベント（2024年3月17日）- 寺島拓篤
- Abemaアニメ祭り『鈴村健一のラジベース』スペシャルステージ（2024年9月14日）- 前野智昭
- #143（2024年12月17日）- 畠中祐
- Abemaアニメ祭り『鈴村健一のラジベース』スペシャルステージ（2025年9月28日）- 吉野裕行

### ラジベースDUO（2024年4月〜2025年3月）
- 2024年4月12日 - 5月3日：鈴木崚汰
- 2024年5月10日 - 5月31日：谷山紀章
- 2024年10月4日 - 10月25日：鳥海浩輔
- 2024年11月1日 - 11月15日：石毛翔弥
- 2024年11月22日 、11月29日：三木眞一郎
- 2024年12月：吉野裕行
- 2025年1月：杉田智和
- 2025年2月：豊永利行
- 2025年3月： 浅沼晋太郎

### ラジベースDUO-R（2025〜）
- 2025年4月：内田雄馬
- 2025年5月：小野大輔
- 2025年6月：井上和彦
- 2025年7月：西山宏太朗
- 2025年8月：前野智昭
- 2025年9月：仲村宗悟

## 鈴村健一のラジベースRX → 鈴村健一のラジベースDUO → 鈴村健一のラジベースDUO-R
『鈴村健一のラジベースRX』（すずむらけんいちのラジベースアールエックス）は、文化放送・超!A&G+とABEMA アニメチャンネルの共同制作により、左記2媒体にて配信されていたインターネットラジオ番組。2022年10月7日から28日まで特別番組として配信され、2023年1月13日から2025年3月28日までレギュラー番組として配信されていた。
『鈴村健一のラジベース』の特別版であり、録音配信となっていた。超!A&G+では簡易動画付き、ABEMA アニメチャンネルでは高画質映像付きで配信されていた。
番組内容としては、イチオシのA&Gコンテンツ、ABEMAで配信されるアニメ作品や特集企画を紹介する。また、鈴村とゲストによるトークといった、この番組だけで配信されるオリジナル番組である。
2024年4月5日の配信にてリニューアルを発表、同年4月12日より『鈴村健一のラジベースDUO』（すずむらけんいちのラジベースデュオ）の配信が開始した。本番組はゲスト特化型番組となっており、月ごとにゲストを呼びトークをするという内容になっていた。地上波放送に移行してからは本放送と融合し『鈴村健一のラジベースDUO-R』（すずむらけんいちのラジベースデュオアール）と名義を変え、本放送の後半部分のコーナーとなっている。
『鈴村健一のラジベースRX』放送時はタイトルの元となった「仮面ライダーBLACK RX」にちなんで、番組OP曲は「仮面ライダーBLACK RX」、ED曲は「誰かがきみを愛してる」となっていた。『鈴村健一のラジベースDUO』ではタイトルにちなんで、番組OP曲は今井美樹の「彼女と TIP ON DUO」となっていた。

### 配信時間（ラジベースRX → ラジベースDUO）
超!A&G+
金曜日 22:00 - 22:30
ABEMAアニメ LIVEチャンネル
- 2022年10月7日 - 28日・2023年1月13日 - 4月14日：金曜日 23:30 - 翌0:00
- 2023年4月21日 - 2023年9月29日：金曜日 23:50 - 翌0:20
- 2023年10月6日 - 2024年4月5日：土曜日 1:00 - 1:30、金曜日 23:30 - 翌0:00
- 2024年4月12日 - 2025年3月29日：土曜日 0:00 - 0:30（初回のみ土曜日 1:00 - 1:30）

## イベント
- 2024年3月17日、西武園ゆうえんちにて番組初のイベントが開催。ゲストは寺島拓篤。
- 2024年4月23日、番組初の公開生配信を実施。
- 2024年9月14日から23日まで開催されたABEMAアニメ祭りにて、『鈴村健一のラジベースDUO』スペシャルステージを開催[10]。ゲストは前野智昭。
- 2025年4月30日、「鈴村健一のラジベース  in 大阪・関西万博」スペシャルステージを開催。[11]
- 2025年9月28日、『鈴村健一のラジベース』ABEMAアニメ祭りステージを開催予定。ゲストは吉野裕行。

## 主な出来事
- 2024年5月16日、鈴村の体調不良が続くことにより、休養することを発表[12]。本番組についても、5月14日配信回から7月30日配信回までは代打パーソナリティが担当し、タイトルコールも代打パーソナリティの氏名が入る『○○のラジベース』となっていた。担当は下記の通り。鈴村は8月6日配信回より復帰した[13]。
  - 5月14日 - 内田雄馬
  - 5月21日 - 前野智昭
  - 5月28日 - 武内駿輔
  - 6月4日 - 東山奈央
  - 6月11日 - 中村悠一
  - 6月18日 - 安元洋貴
  - 6月24日 - 朝井彩加
  - 7月2日 - 小林千晃
  - 7月9日 - 寺島拓篤
  - 7月16日 - 入野自由
  - 7月23日 - 下野紘
  - 7月30日 - 森久保祥太郎
- 『鈴村健一のラジベースDUO』についても上述の理由により2024年6月7日配信回より同様の対応が取られ、タイトルコールも代打パーソナリティの氏名が入る『○○のラジベースDUO』となっていた。担当は下記の通り。鈴村は10月4日配信回より復帰した。
  - 6月7日 - 東山奈央
  - 6月14日 - 中村悠一
  - 6月21日 - 安元洋貴
  - 6月28日 - 朝井彩加
  - 7月5日 - 小林千晃
  - 7月12日 - 寺島拓篤
  - 7月19日 - 入野自由
  - 7月26日 - 下野紘
  - 8月2日 - 森久保祥太郎
  - 8月9日〜30日 - 小野大輔
  - 9月6日〜27日 - 西山宏太朗
- 2025年1月6日、鈴村の新型コロナウイルス感染が確認されたため、療養[14]。そのため、1月7日・14日配信回は代打パーソナリティが担当し、タイトルコールも代打パーソナリティの氏名が入る『○○のラジベース』となっていた。担当は下記の通り。鈴村は1月21日配信回より復帰した。
  - 1月7日 - 中村悠一[15]
  - 1月14日 - 朝井彩加[16]